# 말라제치나

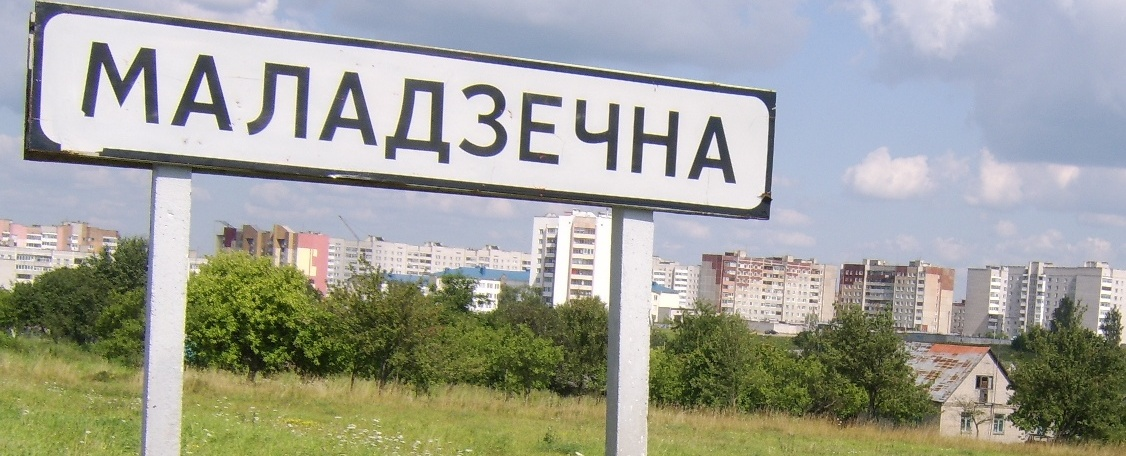
말라제치나 입구에 설치된 도로 표지판

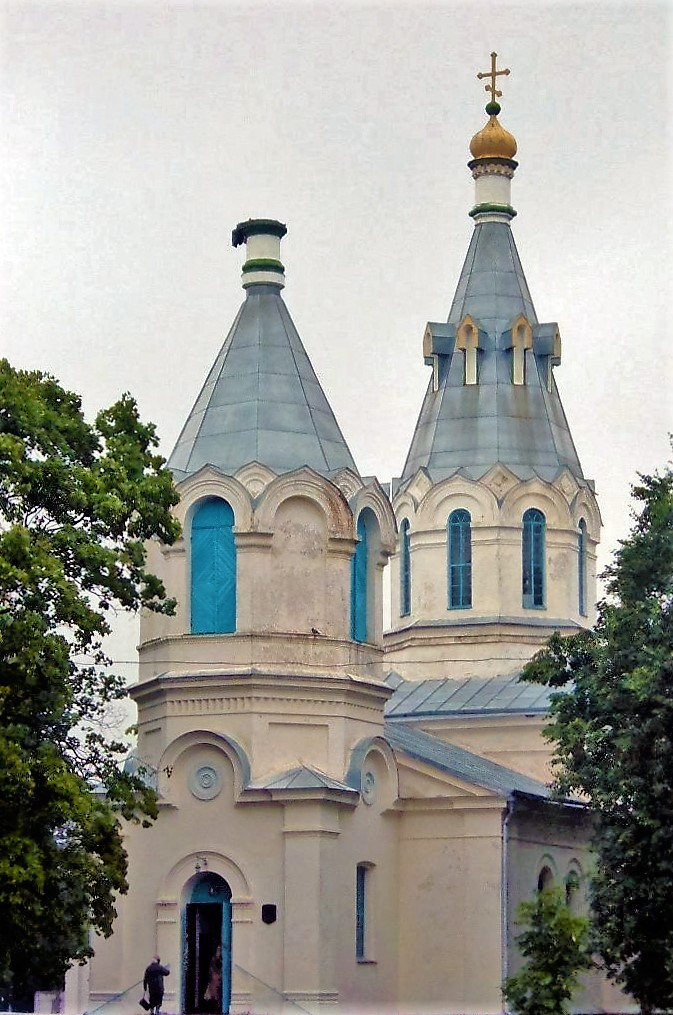
말라제치나 성모 마리아 교회

말라제치나(벨라루스어: Маладзе́чна, 러시아어: Молоде́чно 몰로데치노[*])는 벨라루스 민스크 주에 위치한 도시로 면적은 30km2, 인구는 94,282명(2009년 기준), 인구 밀도는 3,100명/km2이다. 민스크에서 북서쪽으로 72km 정도 떨어진 곳에 위치한다. 도시가 등장한 시기는 1388년이다.

시기
시 문장

## 자매 도시
- 러시아 보르
- 러시아 체레포베츠
- 러시아 칼루가
- 러시아 콜롬나
- 우크라이나 이르핀
- 몰도바 플로레슈티
- 리투아니아 파네베지스
- 폴란드 피오트르쿠프트리부날스키
- 불가리아 벨린그라드
- 독일 에슬링겐암네카어
- 라트비아 옐가바

## 같이 보기
- 벨라루스의 역사